# Xujiayao

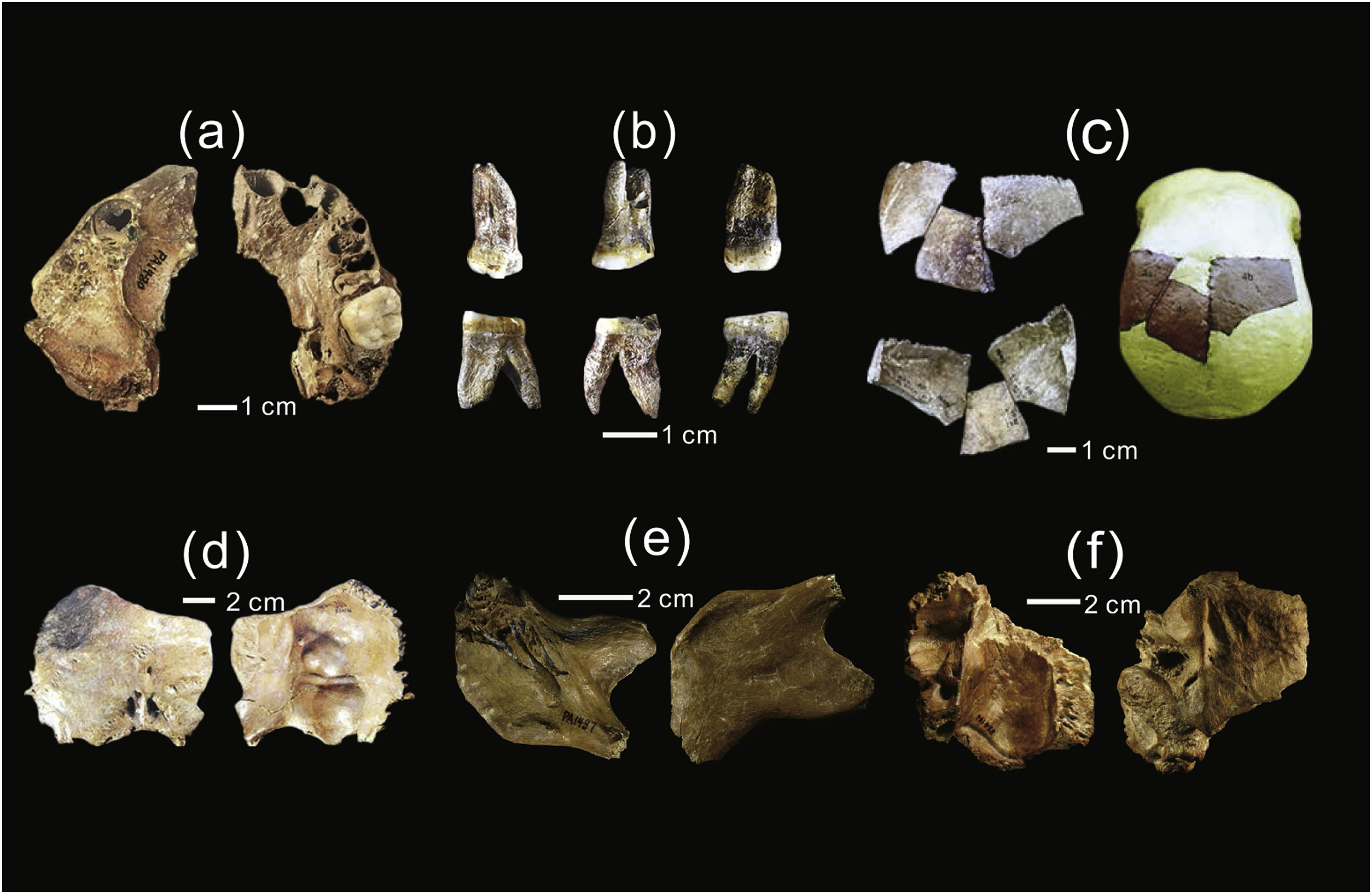
Fossili di ominidi trovati a Xüjiayao

Xujiayao  è un'area archeologica preistorica paleoantropologica situata nel bacino del Nihewan in Cina, nota per i suoi fossili di ominidi arcaici.

## Localizzazione
Xujiayao si trova sulla riva occidentale del fiume Liyi, un affluente del fiume Sanggan. Nell'area archeologica sono stati individuati due siti, denominati Sito 73113 vicino al villaggio di Xujiayao, e Sito 74093 vicino al villaggio di Houjiayao.

## Scoperta
L'area archeologica è stata scoperta dai ricercatori dell'Istituto di Paleontologia e Paleoantropologia dei Vertebrati (IVPP) di Beijing nel 1974. L'IVPP effettuò ulteriori scavi nel 1976, 1977 e 1979. Gli scavi successivi, del 2007 e del 2008, sono stati condotti dall'Istituto provinciale delle reliquie culturali dell'Hebei.

## Reperti
A Xujiayao sono stati scoperti venti fossili di ominidi, costituiti da 12 ossa parietali, 1 osso temporale, 2 ossa occipitali, 1 frammento di osso mandibolare, 1 mascellare giovanile e 3 denti isolati.
I resti fossili di Xujiayao sono difficili da classificare e appartengono a un lignaggio tassonomico incerto, forse riferito ad una specie di ominidi ancora non classificata, cui generalmente ci si riferisce come l'ominide di Xujiayao .
I fossili di Xujiayao sono caratterizzati da un mix di caratteristiche dell'Homo erectus, dell'Homo sapiens, ritrovate soprattutto nella mascella, e dell'Homo erectus pekinensis, visto lo spessore delle ossa craniche.
L'analisi dentale mostra che l'ominide di Xujiayao presenta caratteristiche proprie dell'Homo erectus pekinensis, ed altre proprie dei Neanderthal; il fossile Xujiayao 15 all'analisi tramite TAC ha rivelato una struttura interna dell'orecchio simile a quella dei Neanderthal.
Il fossile Xujiayao 11, aveva un forame parietale allargato, un'anomalia estremamente rara che si riscontra in meno di 1 caso su 25.000 negli esseri umani moderni, rendendo Xujiayao 11 il fossile di ominide più antico con questa anomalia.
Uno studio del 2022 su di un cranio dell'Uomo Xujiayao ha stimato che la capacità cranica dell'antico ominide era di 1.700 centimetri cubi, superiore ai circa 1.400 cc che rappresenta la capacità cranica media degli esseri umani moderni.